# Драга (Бистрица-Насауд)
Драга (рум. Draga) насеље је у Румунији у округу Бистрица-Насауд у општини Силивашу Де Кампије. Oпштина се налази на надморској висини од 352 m.

## Становништво
Према подацима из 2002. године у насељу је живело 52 становника, од којих су сви румунске националности.